# Universidad Técnica Federico Santa María

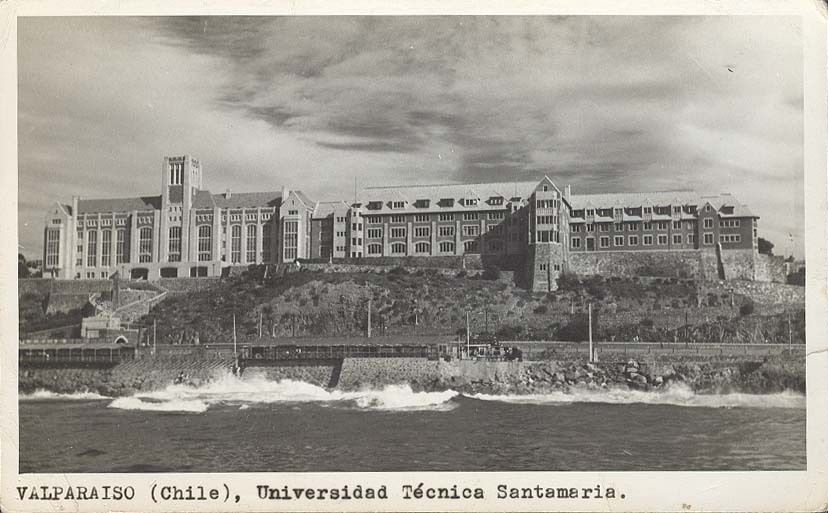
Casa central de la universidad en 1949.

La Universidad Técnica Federico Santa María, también conocida por sus siglas UTFSM o más comúnmente USM, es una universidad tradicional privada chilena, perteneciente al Consejo de Rectores de las Universidades Chilenas, a la Agrupación de Universidades Regionales de Chile, a la Red Universitaria Cruz del Sur y a la Red Universitaria G9.
Su casa central se encuentra ubicada en Valparaíso y además posee otros campus en Santiago de Chile (Vitacura y San Joaquín) y Guayaquil, Ecuador. Posee también dos sedes: una en Viña del Mar y otra en Concepción. La universidad solo imparte carreras científicas y tecnológicas.
Actualmente se encuentra acreditada por la Comisión Nacional de Acreditación (CNA-Chile) por un período de 6 años (de un máximo de 7), desde diciembre de 2022 hasta diciembre de 2028.Figura en la posición 8 dentro de las universidades chilenas según la clasificación webométrica SCImago Institutions Rankings (SIR) 2024.Está en la posición 8 según el ranking de Webometrics 2024. Está en la posición 7 a nivel nacional en el QS Rankings 2024.Está en la posición 6-16 a nivel nacional en el ranking Times Higher Education 2024.

## Historia
La Universidad se debe fundamentalmente al acaudalado y visionario empresario chileno Federico Santa María Carrera, quien con una importante donación la hizo posible y a Agustín Edwards McClure, albacea de Santa María, y, por ende, ejecutor de su voluntad testamentaria de dotar a su ciudad natal, Valparaíso, de un centro de estudio compuesto de una Escuela de Artes y Oficios y un Colegio de Ingenieros.
Considerando las sugerencias hechas por Edwards, en el sentido de asignarle colaboradores para esa tarea, Santa María otorgó un testamento, cerrado en París, con fecha 6 de enero de 1920. Reducidos a escritura pública los estatutos de la Fundación Federico Santa María constituida por los albaceas, fueron aprobados por Decreto Supremo del 27 de abril de 1926.
Federico Santa María dispuso en su testamento que durante los diez primeros años los profesores debían ser extranjeros. De acuerdo a tal imperativo, Edwards se trasladó a Alemania en donde pudo contratar los servicios del profesor Karl Laudien, quien a la fecha dirigía la Alta Escuela Técnica de Stettin, y había trabajado con acierto en la reorganización de las escuelas técnicas alemanas desarmadas por la Primera Guerra Mundial. El primer Consejo Directivo de la Fundación se constituyó el 24 de mayo de 1929. En el mismo mes de mayo de 1929 llegó desde Alemania el Rector de la Escuela de Artes y Oficios, profesor Laudien.
En 1931 se inaugura el majestuoso campus de su casa central, ubicado en los terrenos del ex Fuerte Pudeto, en el Cerro Los Placeres de Valparaíso. El campus, de estilo neogótico, es considerado una de las mayores obras de arquitectura chilena del siglo XX. Su autoría es responsabilidad del Arquitecto e Ingeniero Josué Smith Solar y de su hijo, el arquitecto José Smith Miller, ambos autores de otras tantas obras importantes en Chile, como el Hotel Carrera (actual sede del Ministerio de Relaciones Exteriores), el Club Hípico de Santiago y la remodelación del Palacio de La Moneda.
En febrero de 1931, el Consejo Directivo nombró al profesor Laudien, en forma oficial, Rector de la Escuela de Artes y Oficios. La Escuela de Aprendices, dependiente de aquella, comenzó a funcionar con su primer curso, en marzo de 1932. El mes anterior habían iniciado su funcionamiento los cursos nocturnos de la misma Escuela, en donde recibían instrucción los obreros.
La Escuela Preparatoria, que fue el primer curso propiamente universitario, inició sus actividades en marzo de 1934. En octubre del mismo año se acordó la creación de la revista "Scientia", órgano de la Escuela de la Fundación. En ella no solo se publicarían colaboraciones científicas y técnicas de alto interés, sino también numerosos datos y antecedentes relativos a las Escuelas.
Con la reforma introducida al Estatuto en septiembre de 1935, la Fundación Federico Santa María pasó a denominarse "Universidad Técnica Federico Santa María". La Universidad contaría con la Escuela de Artes y Oficios, una Escuela de Contramaestre de Obras, un Colegio de Ingenieros y un Instituto Superior de Investigación Científica. Estos establecimientos quedarían bajo la dependencia de las cuatro facultades en que se dividirían la Universidad: Matemática, Comercio y Economía, Ciencias Físicas y Químicas y Ciencias Biológicas.
En octubre de 1935, cumpliendo las nuevas disposiciones estatutarias, el Consejo Directivo nombró Rector de la Universidad a Armando Quezada Acharán, mientras que el profesor Laudien continuó como Rector de la Escuela de Artes y Oficios.
A la muerte del Rector Quezada Acharán, ocurrida en abril de 1936, le sucedió en el cargo Francisco Cereceda, nombrado a partir de junio de ese año. Durante esta rectoría, que se prolongó ininterrumpidamente hasta 1958, se consolida la Universidad, tanto en el aspecto físico como en el docente.
Bajo el rectorado de Francisco Cereceda, la Universidad consolida una sólida posición institucional. En lo académico, por ejemplo, las facultades se establecieron, en la práctica, casi diez años después de las reformas introducidas en 1935 con cambios sustanciales respecto a ella. En efecto, en mayo de 1944 fueron creadas las facultades de Electrotecnia, Química y Mecánica, mientras que en noviembre de 1948 se creó la facultad de Matemática y Física. En la década de los cuarenta la Universidad siguió incrementando su infraestructura para completar los talleres y laboratorios, como también el internado, aulas y edificio administrativo que es el cuerpo central característico de toda la ciudadela, que incluye también la biblioteca. Merece especial mención la inauguración, en 1941 del Aula Magna, acontecimiento de gran impacto cultural en la región. Otro aporte significativo para la difusión de la cultura fue la creación de la radio emisora que había comenzado a transmitir sus programas en 1937.

## Institución
El tradicional sello de la Universidad Santa María, atrae estudiantes del más alto nivel de diversas latitudes. En la actualidad, la Universidad cuenta con más de doce mil estudiantes en sus programas de pregrado y postgrado y cursos de postítulo y carreras vespertinas.
El cuerpo académico está integrado por más de 250 profesores de jornada completa y cientos de profesores de jornada parcial distribuidos entre sus campus y sedes.
La institución tiene una extensión nacional e internacional y de acuerdo con la voluntad testamentaria de su fundador, don Federico Santa María Carrera, busca la excelencia académica y pone especial énfasis en facilitar la admisión y la permanencia de aquellos que, reuniendo las aptitudes y actitudes exigidas por el trabajo académico, no poseen suficientes medios materiales.
Al igual que en la mayoría de las universidades tradicionales, la admisión a esta casa de estudios se basa casi exclusivamente en el puntaje de la Prueba de Selección Universitaria. El mínimo puntaje requerido para entrar a las carreras de ingeniería y ciencias es de alrededor de 650 puntos, lo que equivale al mejor 10% de los puntajes a nivel nacional. Entre los máximos puntajes admitidos suelen estar alumnos con "puntaje nacional", es decir, que han alcanzado el mayor puntaje posible en la prueba de selección universitaria.

### Rector
El actual rector de la Universidad es el Dr. Juan Yuz Eissmann, para el período 2022-2026.
| Nombre                                               | Período       |
| ---------------------------------------------------- | ------------- |
| Juan Yuz Eissmann                                    | 2022-2026     |
| Darcy Fuenzalida O'Shee                              | 2014-2022     |
| José Rodríguez Pérez                                 | 2006-2014     |
| José Rodríguez Pérez (interino)                      | 2005-2006     |
| Giovanni Pesce Santana                               | 2001-2005     |
| Adolfo Arata Andreani                                | 1993-2001     |
| Gustavo Chiang Acosta                                | 1989-1993     |
| Arturo Niño de Zepeda Schele (delegado)              | 1984-1989     |
| Ismael Huerta Díaz (delegado)                        | 1977-1984     |
| Juan Naylor Wieber (delegado)                        | 1973-1977+    |
| Domingo Santa María Santa Cruz                       | 1972-1973     |
| Jaime Chiang Acosta                                  | 1968-1972     |
| Wilhem Feick (Interino)                              | 1968          |
| Carlos Cerutti Gardeazábal                           | 1958-1968 (R) |
| Francisco Cereceda Cisternas (Escuela de Ingenieros) | 1937-1958     |
| Armando Quezada Acharán (Escuela de lngenieros)      | 1936 +        |
| Karl Laudien (Escuela de Artesanos)                  | 1935-1938     |

Algunos eventos notables:[cita requerida]
- Dos rectores han fallecido cuando aún estaban en el desarrollo de sus funciones, i.e., Prof. Armando Quezada en 1936, y el comandante Juan Naylor en 1977. Ellos fueron reemplazados por rectores interinos, hasta que un nuevo rector fuese elegido.
- En 1968 el Rector Carlos Ceruti dejó su cargo a raíz de protestas en la universidad.
- Tres rectores delegados fueron designados por la Junta Militar, durante el régimen de Augusto Pinochet, (1973-1990). los rectores delegados fueron miembros retirados de las fuerzas armadas: Comandante Juan Naylor (Período 1973-1977), Vice-admirante Ismael Huerta (período 1977-1984), y Comandante Arturo Niño de Zepeda (período 1984-1989).
- Dos rectores en distintos períodos, fueron hermanos: Jaime Chiang (período 1968-1972) y Gustavo Chiang (período 1989-1993).
- Dos rectores fueron escogidos en elecciones democráticas en las que participaron profesores, estudiantes y funcionarios: Jaime Chiang (1968-1972) y Domingo Santa María (1972-1973).
- El rector Juan Yuz fue ratificado como tal por medio del consejo superior dado que no se cumplió el mínimo de votos democráticos para validarse como tal, esto es, 60% o más, esto según estatuto de la Universidad.

### Investigación
Las áreas en las que la Universidad Técnica Federico Santa María desarrolla investigación son, entre otras, medio ambiente, economía, administración de empresas,  química de productos naturales, ingeniería química e Ingeniería ambiental, ingeniería de alimentos, biotecnología, procesos energéticos y energías renovables, electrónica, física, ingeniería en telecomunicaciones y de redes, tecnología de materiales, estructuras sismo resistentes, gestión de sistemas productivos, desarrollo de software, desarrollo de productos y calidad, arquitectura, construcción, diseño de productos y ciencias aeronáuticas. La universidad es generalmente reconocida como una de las más intensivas en investigación del país. Su programa de doctorado en Física es el único del país acreditado por 10 años por la Comisión Nacional de Acreditación.

### Financiamiento
La Universidad Técnica Federico Santa María es una fundación de derecho privado que tiene carácter de universidad particular, y está regida por la legislación general aplicable a las universidades chilenas, además de sus propios estatutos.
Conforme a las disposiciones estatutarias, la dirección superior de la universidad es una función ejercida por autoridades colegiadas y unipersonales, siendo su objetivo cautelar la mantención de los fines de la universidad, fijando sus políticas globales y aprobando los planes de mediano y largo plazo destinado a materializarlas.

## Campus y sedes
La Universidad Técnica Federico Santa María realiza su actividad académica, de investigación y extensión a través de su Casa Central, Campus Santiago (Vitacura y San Joaquín), el Campus Rancagua, el Campus Guayaquil (Ecuador), la Academia de Ciencias Aeronáuticas y las Escuelas de Técnicos Universitarios "José Miguel Carrera", Sede Viña del Mar y "Rey Balduino de Bélgica" Sede Concepción.

### Casa Central Valparaíso
Inaugurada en 1931, está ubicada en el cerro Placeres de Valparaíso, frente al mar, y en sus más de 7 hectáreas se levanta una característica construcción de estilo neogótico visible desde gran parte de la ciudad. A ella concurren más de 5000 estudiantes de programas de pre y postgrado, concentrados en las áreas de ciencias básicas, ingeniería, administración de empresas y arquitectura. Es el campus más importante de la universidad en número de alumnos, carreras impartidas, actividad docente e investigativa, y en él se imparten todos los programas de doctorado ofrecidos por la universidad. Asimismo, es la sede de los órganos directivos de la universidad, incluyendo su Rectoría, sus Vicerrectorías y su Consejo Superior.
Dentro de la Casa Central de la universidad se destaca su Aula Magna, recinto en que se realiza anualmente una muy reconocida temporada artística, en la que se han presentado algunos de los más prestigiados artistas del mundo, como es el caso de la Orquesta Filarmónica de Israel con su director Zubin Mehta, o el pianista Roberto Bravo. El Aula Magna sería también la sede del V Congreso Internacional de la Lengua Española que se realizaría a comienzos de marzo del 2010 y sería inaugurado por el Rey Juan Carlos I y la presidenta Michelle Bachelet, pero fue finalmente suspendido como consecuencia del Terremoto de Chile de 2010.

### Campus Vitacura de Santiago
Fundado en 1995, atiende a más de 1700 estudiantes, en carreras de ingeniería y programas de postgrado y postítulo. Se encuentra ubicado en la comuna de Vitacura. En su interior también funciona el Departamento de Aeronautica, creado gracias a una alianza suscrita por la universidad con LATAM Airlines.
En este campus se dictan las siguientes carreras:
- Ingeniería Civil Industrial
- Ingeniería Comercial
- Ingeniería en Aviación Comercial
- Técnico Universitario en Mantenimiento Aeronáutico
- Técnico Universitario en Administración de Empresas

### Campus San Joaquín de Santiago
Inaugurado el 2009, está ubicado en la comuna de San Joaquín, en la avenida Vicuña Mackenna 3939, en los terrenos que pertenecían a la juguetería Otto Kraus y que previamente fueran las instalaciones de Standard Electric en Chile, frente a la estación de metro Camino Agrícola. Este campus sigue en proceso de construcción y expansión y actualmente estudian más de 2100 alumnos de pregrado. Por otro lado, cuenta con dos edificios: el edificio A (salas, oficinas y departamentos) y el edificio B (auditorio, salas, laboratorios, biblioteca y oficinas), además de una cancha de fútbol, un casino y un gimnasio. El campus dicta las siguientes carreras:
- Plan Común para Ingenierías y Licenciaturas
- Ingeniería Civil
- Ingeniería Civil Eléctrica
- Ingeniería Civil Informática
- Ingeniería Civil Mecánica
- Ingeniería Civil de Minas
- Ingeniería Civil Química
- Ingeniería Civil Matemática
- Ingeniería Civil Telemática
- Ingeniería en Diseño de Productos

También se dicta el Programa de ingenierías vespertinas(PEIV) el cual surge por la necesidad del Técnico de la Educación Superior, por continuar su desarrollo personal y profesional. Lo anterior, motivados además por el vertiginoso avance tecnológico que experimenta el siglo XXI.Alguno de los programas:
- IMIPEV - Ingeniería Mecánica Industrial
- Ingeniería en Informática con Licenciatura
- Ingeniería de Ejecución en Proyectos de Ingeniería
- Ingeniería Ejecución en Prevención de Riesgos Laborales y Ambientales
- Ingeniería de Ejecución en Control e Instrumentación Industrial
- Ingeniería de Ejecución en Software
- Ingeniería de Ejecución en Gestión Industrial
- Ingeniería de Ejecución en Gestión de la Calidad
- Ingeniería Mecánica Industrial para Ingenieros de Ejecución de Especialidades afines
- Curso de Nivelación de Ciencias Básicas

Actualmente cuenta con una superficie de 43.800 m² y 16.000 m² construidos.

### Campus Guayaquil
En Ecuador, fue creado en 1996, en el marco del programa de internacionalización de la USM. Cuenta con más de 1300 alumnos en programas de pregrado y postgrado. En este campus se dictan las carreras de:
- Economía
- Licenciatura en Administración de Empresas
- Licenciatura en Mercadotecnia
- Ingeniería en Informática de Gestión
- Licenciatura en Negocios Internacionales
- Licenciatura en Diseño Gráfico

Esta sede fue cerrada en 2018, dado un cambio en la legislación ecuatoriana sobre universidades extranjeras.

### Sede Viña del Mar
También llamada sede José Miguel Carrera, fue creada en 1971 a continuación de la escuela de Artes y Oficios, fundada por la voluntad testamentaria del filántropo Federico Santa María. Cuenta con 2 800 alumnos en las carreras técnicos universitarias, programas de ingeniería y programas de postítulos. Contempla las carreras:
- Técnicos Universitarios en:
  - Construcción.
  - Control de alimentos.
  - Control del medio ambiente.
  - Electricidad.
  - Electrónica.
  - Energías Renovables
  - Mantenimiento Industrial.
  - Matricería para plásticos y metales.
  - Mecánica automotriz.
  - Mecánica Industrial.
  - Prevención de riesgos.
  - Informática.
  - Proyecto y diseño mecánico.
  - Proyectos de Ingeniería.
  - Química, mención Química Analítica.
  - Telecomunicaciones y Redes
  - Minería y Metalurgia
- Ingeniería en:
  - Prevención de riesgos Laborales y Ambientales.
  - Fabricación y Diseño Industrial
  - Informática
- Ingenierías con Base Tecnológica:
  - Ingeniería en Mantenimiento Industrial con Licenciatura en Mantenimiento Industrial
- PEIV (Programa de Ingenierías Vespertinas)
  - Ingeniería en Construcción, con Licenciatura
  - Ingeniería en Prevención de Riesgos Laborales y Ambientales, con Licenciatura
  - Ingeniería de Ejecución en Control e Instrumentación Industrial
  - Ingeniería de Ejecución en Gestión de la Calidad
  - Ingeniería de Ejecución en Gestión Industrial
  - Ingeniería en Mantenimiento Industrial con Licenciatura en Mantenimiento Industrial
  - Ingeniería de Ejecución en Proyectos de Ingeniería
  - Ingeniería de Ejecución en Sistemas Computacionales
  - Curso de Nivelación de Ciencias Básicas
  - Programa de Reconversión Ingeniería en Prevención de Riesgos Laborales y Ambientales, con Licenciatura

### Sede Concepción
Ubicada en la comuna de Hualpén, la sede "Rey Balduino de Bélgica" fue fundada en 1971 gracias a los aportes del Rey de Bélgica, de empresas locales y del Arzobispado de Concepción. En ella se dictan actualmente las siguientes carreras:
- Ingenierías:
  - Prevención de Riesgos Laborales y Ambientales, licenciatura en ingeniería.
  - Mecánica de Procesos y Mantenimiento Industrial.
- Continuidad de Estudios:
  -     - Ingeniería de Ejecución en Gestión Industrial.
    - Ingeniería de Ejecución en Mantenimiento Industrial.
    - Ingeniería de Ejecución en Control e Instrumentación Industrial.
    - Ingeniería en Construcción licenciado en Ingeniería
    - Ingeniería de Ejecución en Software
    - Ingeniería de Ejecución en Química, Mención Control

- Técnico Universitario en:
  -     - Administración de Empresas
    - Automatización y Control.
    - Construcción.
    - Control del Medio Ambiente.
    - Dibujante Proyectista.
    - Electricidad.
    - Electrónica.
    - Informática.
    - Mecánica Automotriz.
    - Mecánica Industrial.
    - Prevención de Riesgos.
    - Química mención Química Industrial.
    - Robótica y Mecatrónica.
    - Telecomunicaciones y Redes.

## Símbolos
En 1931, año de la inauguración de la Escuela de Artes y Oficios y Colegio de Ingenieros "José Miguel Carrera", el Consejo Directivo creyó necesario darle ciertos "atributos externos que acentúen entre los alumnos y aún en el personal docente, el espíritu de cuerpo, en influyan en darle a los establecimientos carácter propio y alma colectiva" 
Indudablemente que era necesario contar con elementos distintivos que definieran a los planteles educacionales que se crearían, dado lo inédito de la experiencia al iniciarse: inspirado en los propósitos testamentarios de Federico Santa María en torno a crear centros de enseñanza técnica distintos a los tradicionales. Por otra parte, casi la totalidad del cuerpo docente era extranjero, formado básicamente por 19 profesores y el rector, todos de nacionalidad alemana. Con estas condiciones se imponía la adopción de distintivos.
Recurriendo a los mismos medios adoptados en otras instituciones educacionales extranjeras, especialmente en Inglaterra, Estados Unidos y Alemania, dicho Consejo acordó darle estandarte, escudo de armas, lema, uniforme e himno propios. En la actualidad los símbolos de representación de la Universidad están indicados por el Manual Institucional de Identidad Visual Corporativa.

### Estandarte

Bandera de la Universidad Técnica Federico Santa María.

En la memoria del consejo directivo correspondiente al año 1931, referente a la creación del estandarte, se lee lo siguiente:[cita requerida]

"...como la Escuela de Artes y Oficios lleva, por disposición testamentaruia del fundador el nombre de José Miguel Carrera, creyó el Consejo que los colores para el estandarte debían ser los de la bandera de la Patria Vieja, creada por aquel..."

Sin embargo, se optó por reemplazar estos colores por los del escudo de la familia Carrera, quedando finalmente las tres franjas de color rojo, amarillo y azul.

### Himno
El Himno de la Universidad Técnica Federico Santa María, creado en el año 1931, es uno de los himnos universitarios más antiguos del país. En la reunión del Consejo Directivo del 20 de febrero de 1931, se acordó llamar a concurso para la selección de la letra del himno de la Escuela de Artes y Oficios y del Colegio de Ingenieros y, en su oportunidad, encargar al profesor y compositor Humberto Allende la composición de la música. Se fijaron las condiciones para el llamado a concurso en al reunión siguiente, del 13 de marzo del mismo año. En síntesis, dichas condiciones eran: a) Conceder dos premios, uno de mil pesos y otro de trescientos; b) solicitar a los poetas de Valparaíso, los señores Elizalde, Bardina y Muñoz Mena fijar las bases del concurso, centrado en el tema de las Ciencias y las Artes; c) resolver sobre las obras que se presentaran con un jurado integrado por el presidente de la Fundación, Agustín Edwards Mac-Clure y los consejeros Emiliano Figueroa Larraín y Armando Quezada Acahrán y, por último, d) publicar el llamado a concurso por medio de la prensa de Valparaíso, Santiago y Concepción.
Hasta la fecha de cierre del concurso, 10 de mayo de 1931, se había recibido la composición literaria de cuarenta y seis himnos. La resolución del jurado favoreció para el primer premio la composición firmada "Excelsior" correspondiente a Alejandro Galaz, de Valparaíso, y el segundo lugar a la composición firmada "Tupac Yupanqui", del autor Alejandro Escobar Carvallo, de Traiguén.
En una siguiente reunión del Consejo Directivo, se consideró la proposición del señor Agustín Edwards de encomendar al profesor y músico chileno Próspero Bisquert la composición de la música para el himno, remunerandolo con la cantidad de dos mil quinientos pesos, modificando de esta forma el acuerdo original de encargar la composición al músico Humberto Allende. Tanto el autor de la letra como de la música cedieron sus derechos de autoría a la Fundación Santa María.

### Lema
Otro de los elementos distintivos de la Universidad es el lema latino "Ex Umbra in Solem", cuya traducción es "de la sombra a la luz". Dado el carácter de renovación educacional y los cambios que con él se abrigaba desarrollar, el Consejo Directivo de la Fundación Santa María lo estimó como apropiado para los establecimientos que se crearan, agregándolo en forma de divisa al escudo (la que también está sujeta a prescripciones heráldicas).

### Uniforme
A partir de 1931, también se adoptó para el alumnado un uniforme, escogiéndose un ajuar completo para cada alumno. El Presidente del Consejo Directivo, don Agustín Edwards Mc Clure, escogió personalmente los modelos fijando el vestuario y el número de piezas que corresponderían a cada alumno, para lo cual buscó la cooperación del departamento que se ocupaba de esta materia en el Army and Navy Stores de Londres, que tenían en este rubro una larga experiencia y reputación bien establecida. Dicho uniforme se componía, básicamente, de dos tenidas grises (chaqueta y pantalón) con las que los alumnos concurrían a clases y usaban durante su tiempo libre; buzo para el taller y una tenida para ceremonias, compuesta de chaqueta azul con la insignia de la Universidad en su bolsillo superior, pantalón gris, corbata con los colores del estandarte y un gorro o bicoca que también llevaba el escudo institucional.
El uniforme ya no es obligatorio.

### Escudo
El Escudo se encuentra constituido por los de las familias Santa María y Carrera, ambos unidos por el vértice, como expresión simbólica del origen de Don Federico Santa María.

## Actividades culturales

### Coro de Cámara
El Coro de cámara de la Universidad Técnica Federico Santa María fue fundado el 4 de agosto de 1951, en su Casa Central en Valparaíso. Desde su creación ha interpretado un amplio repertorio, incluyendo diversas manifestaciones de música coral occidental, desde la Edad Media hasta el tiempo presente. La primera presentación del coro fue durante la ceremonia de clausura del año académico en diciembre de 1951, en el Aula Magna de la Universidad.
Demóstenes Penna, estudiante de ingeniería en la casa central, fue el fundador del coro de cámara como también su primer director hasta 1954. Desde marzo de 1955 el coro fue dirigido por el Prof. Silvio Olate por más de 28 años hasta marzo de 1983. Desde 1983 hasta 1987 fue dirigido por el Prof. Mauricio Pergelier. Por los siguientes 23 años, desde 1987 hasta el 2010, el coro fue dirigido por el Prof. Eduardo Silva Cerda. Desde 2010, el coro ha sido dirigido por el Prof. Felipe Molina.
El Coro del Campus Santiago nació a partir de la inquietud de los estudiantes, quienes el año 2011 llevaron a cabo un proyecto coral en Campus Vitacura. Posteriormente, hicieron una iniciativa similar en Campus San Joaquín durante el segundo semestre de 2012. Ambos proyectos se realizaron con bastante éxito y es por eso que en abril de 2013 se quiso respaldar esta idea creando un coro institucional del Campus Santiago, en el cual actualmente participan estudiantes y funcionarios.[cita requerida]
Desde 2015, el campus Guayaquil de la Universidad cuenta con un coro de cámara dirigido por Juan Carlos Sampértegui.[cita requerida]